# Tim Koleto
Tim Koleto (en japonés: ティム・コレト, Koleto Tim; Kalispell, 17 de junio de 1991) es un deportista japonés de origen estadounidense que compite en patinaje artístico, en la modalidad de danza sobre hielo. Participó en los Juegos Olímpicos de Pekín 2022, obteniendo una medalla de plata en la prueba por equipo.

## Palmarés internacional
| Juegos Olímpicos | Juegos Olímpicos | Juegos Olímpicos | Juegos Olímpicos |
| Año              | Lugar            | Medalla          | Prueba           |
| ---------------- | ---------------- | ---------------- | ---------------- |
| 2022             | Pekín (China)    | Medalla de plata | Equipo           |